# Parashorea lucida
Parashorea lucida (tiếng Anh thường gọi là White Meranti) là một loài thực vật thuộc họ Dipterocarpaceae. Tên gọi lucida xuất phát từ Latin (lucidus = sáng) để chỉ hệ gân lá. Đây là cây gỗ rất cao, tới 60 m, có ở các khu rừng dầu hỗn hợp trên nền các dạng đất sét. Loài này có ở Sumatra và Borneo. Chúng hiện đang bị đe dọa vì mất môi trường sống.